# Terremoto di Elâzığ del 2010
Il terremoto di Elâzığ del 2010 è stato un evento sismico verificatosi nella provincia di Elâzığ in Turchia l'8 marzo 2010 alle ore 04:32 locali (02:32 UTC), con una magnitudo di 6,1 Mw.

## Geologia
Il sisma si è verificato nella placca anatolica orientale, che funge da faglia di confine tra la placca araba e quella anatolica.

### Scosse di assestamento
Si sono avvertite circa venti scosse di assestamento, di cui due superiori ai 5 gradi.

## Danni e Vittime
Le primissime notizie riportavano il numero di vittime a 57. Due giorni dopo, le televisioni locali, hanno abbassato il numero a 41. 74 persone invece risultano ferite e sono state trasportate in ospedali. La maggioranza delle vittime era originaria di tre piccoli villaggi: Okcular, Yukari Kanatli e Kayali.
Superstiti dicono che il villaggio di Okcular è stato "totalmente raso al suolo", "niente è rimasto in piedi".

## Reazioni
Turchia: Quattro ministri del governo hanno visitato la scena appena avuto la notizia del terremoto. Il primo ministro Recep Tayyip Erdoğan è giunto soltanto dopo.
 Pakistan: Il primo ministro Yousaf Raza Gillani ha inviato un messaggio di condoglianze al suo collega turco.
 Israele: Il ministro alla difesa Ehud Barak ha fatto sapere al governo turco di poter inviare mezzi di soccorso. La Turchia ha poi rinunciato.